# Маскойские языки
Маскойские языки — небольшая по числу носителей языковая семья, представители которой проживают на территории Парагвая. В основном ареал их расселения ограничивается центральной частью парагвайского Чако, а именно департаментами Альто-Парагвай, Бокерон, Консепсьон и Пресиденте-Аес.

## История и распространение
Во время Чакской войны (1932—1935 гг.) между Боливией и Парагваем в регионе Гран-Чако происходили большие миграции населения — как из-за самой войны, так и из-за её социально-экономических последствий. Таким образом, географическое распределение маскойских языков изменилось, однако сохранились достоверные описания распределения этих языков к 1900 году.

## Классификация
Вся совокупность маскойских языков некоторыми авторами описывалась как один изолированный язык с многочисленными диалектами, однако согласно другому подходу это отдельная небольшая по числу носителей семья. Ниже перечислены языки, входящие в семью:
- Эмок (также ангайте), на котором говорят в департаментах Бокерон, Консепсьон и Пресиденте-Аес. Число носителей: 1 647 — 4 000 (1991)[4]; 971 (2004)[3]; 1 700 (2007).
- Гуана (также каскиха или кашкиха), на котором говорят в Консепсьоне и Пресиденте-Аесе. Число носителей: 84 — 600 (1991)[4]; 24 (2004)[3]; 280—500 (2007)[5].
- Народные языки (пуэблос) (также энсет / энльет, вовак), на которых говорят в Бокероне и Пресиденте-Аесе. Число носителей: 9 501 (1991)[6]; 9 387 (2004)[3]; 9 500 — 15 000 (2007).
- Санапана (также киативис, кильякмок, ланапсуа, саапа, санам), на котором говорят в департаменте Пресиденте-Аес. Число носителей: 1 063 — 2 900 (1991)[7]; 789 (2004)[3]; 1 000 — 6 810 (2007)[8].
- Маской (также килиильрайром, кабанатит, мачикуй, эненлит), на котором говорят в Альто-Парагвае, Бокероне, Консепсьоне и Пресиденте-Аесе. Число носителей: 2 057 — 2 500 (1991)[6]; 1 312 (2004)[3]; 1 000 — 1 680 (2007 год)[9].

### Связи с другими языками
Некоторые исследователи указывают на то, что маскойские языки можно объединить с матакскими языками (матако-мака), распространёнными в Парагвае, на юге Боливии и севере Аргентины, из-за чего возникла дискуссия по вопросу родства Чакских языков.
В любом случае, у данных языков есть определённое количество грамматических и фонологических типологических особенностей, что не обязательно указывает на родство, но вполне возможно, что между языками был тесный контакт. Среди этих особенностей — назализация и наличие сингармонизма, а также отсутствие сложных согласных групп. Также довольно широко распространён активный или эргативный шаблон построения предложения с базовым порядком «субъект-глагол-объект» (в переходных предложениях) и «глагол-субъект» (в непереходных предложениях). Грамматический род выделяется префиксами как в существительном, так и в глаголе.
Основная проблема в установлении родства с другими языками заключается в недостаточной изученности самукских языки. После её решения можно было бы провести более глубокое сравнение различных Чакских языков, включая маскойские.

## Лингвистическая характеристика
Систематических исследований по отдельным языкам или всей семье было немного. В настоящее время в академических источниках нет глубокого анализа фонологии, хотя существование сингармонизма очевидно.

### Грамматика
Глагол в маскойских языках имеет широкий спектр словесных классификаторов, которые обозначают такие понятия, как направленность и локализация действия. Что касается местоименных сочетаний объекта в глаголе, то они существуют только для первого лица. С другой стороны, у субъекта есть пять видов согласования: одно для первого лица единственного числа, другое — для второго и третьего лица (различается между мужчиной и женщиной), также есть категория первого лица множественного числа и более распространённые — для второго и третьего лица множественного числа.
При использовании имени существительного притяжательные местоимения обязательно используются с обозначением частей тела и терминами родства («отец», «мать», «сын», «брат» и так далее). В морфологии языков важную роль играют различия рода.